# Suna Gürler

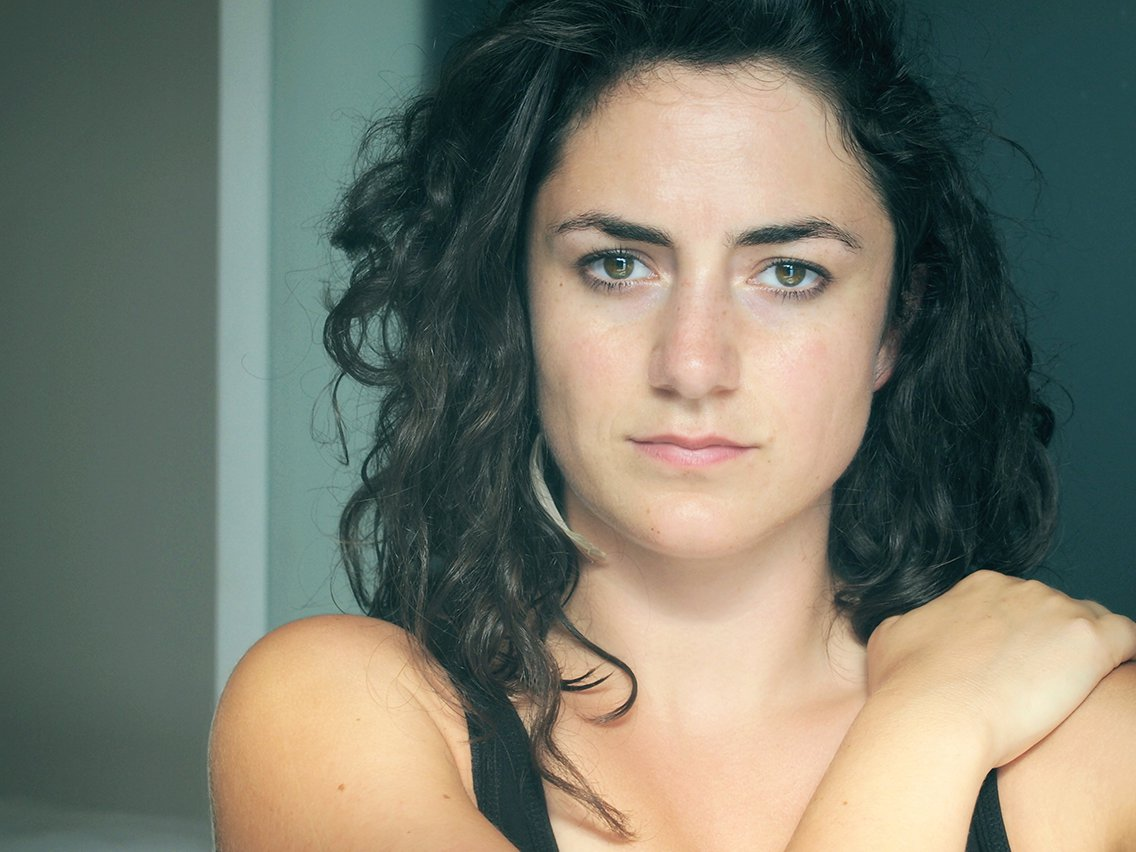
Suna Gürler (2015)

Suna Gürler (* 1986 in Basel) ist eine Schweizer Regisseurin, Schauspielerin und Theaterpädagogin. Seit der Spielzeit 2019/20 ist sie Hausregisseurin am Schauspielhaus Zürich. Zudem verbindet sie eine langjährige Zusammenarbeit mit dem Jungen Theater Basel und dem Maxim Gorki Theater Berlin.

## Inszenierungen
- 2011: Untenrum von Suna Gürler & Uwe Heinrich, junges theater basel
- 2012: Tschick von Wolfgang Herrndorf, junges theater basel
- 2014: Strom nach dem Film Mean Creek von Jacob Aaron Estes, junges theater basel
- 2015: FLEX von Suna Gürler & Ensemble, junges theater basel[1]
- 2016: Stören von Suna Gürler & Ensemble, Maxim Gorki Theater Berlin[2]
- 2016: Wohin du mich führst nach David Grossman von Lucien Haug, junges theater basel
- 2017: Don’t Feed the Troll von Lucien Haug, Suna Gürler & Uwe Heinrich, junges theater basel
- 2017: Maßlos Schön von Suna Gürler, Bürgerbühne - Düsseldorfer Schauspielhaus
- 2018: Gespräche mit Astronauten von Felicia Zeller, Schauspielhaus Graz
- 2018: You are not the hero of this story von Lucien Haug & Suna Gürler, Maxim Gorki Theater Berlin
- 2018: Papa liebt dich von Sivan Ben Yishai, Maxim Gorki Theater Berlin[3]
- 2019: Greta von Lucien Haug & Suna Gürler, Schauspielhaus Zürich
- 2019: Pool Position von Lucien Haug, junges theater basel
- 2020: Frühlings Erwachen von Lucien Haug, Schauspielhaus Zürich  (ausgezeichnet mit dem JugendStückePreis des Heidelberger Stückemarktes 2021)
- 2021: Bullestress von Fatima Moumouni & Laurin Buser, Schauspielhaus Zürich
- 2021: Über Nacht von Lucien Haug, junges theater basel
- 2022: My Heart Is Full of Na-Na-Na von Lucien Haug, Schauspielhaus Zürich

## Schauspiel

### Fernsehen
- 2008: Tag und Nacht (als Leila in Folge 2: Wilde Tochter)

### Theater
- 2005: Fucking Åmål von Lukas Moodysson, Regie: Sebastian Nübling, Theater Basel & junges theater basel
- 2006: Der 12. Mann ist eine Frau von Uwe Heinrich & Suna Gürler, Regie: Sebastian Nübling & Lars Wittershagen, junges theater basel
- 2007: Bikini von Tina Müller, Regie: Peter Raffalt, Schauspielhaus Zürich
- 2008: strange days, indeed Regie und Choreografie: Ives Thuwis - De Leeuw, junges theater basel
- 2013: Es sagt mir nichts, das sogenannte Draußen von Sibylle Berg, Regie: Sebastian Nübling, Maxim Gorki Theater Berlin
- 2015: Und dann kam Mirna von Sibylle Berg, Regie: Sebastian Nübling, Maxim Gorki Theater Berlin
- 2017: Nach uns das All von Sibylle Berg, Regie: Sebastian Nübling, Maxim Gorki Theater Berlin

## Spielleitung/Theaterpädagogik
- 2006: Die Tochter des Ganovenkönigs, Schultheater-Produktion, Primarschule Bruderholz Basel
- 2007: Schlechte Unterhaltung, Schauspielhaus Zürich
- 2007: BOMBastisch, Jugendclub-Produktion, Schauspielhaus Zürich
- 2011: Hüt Nid Morn, Kursproduktion, junges theater basel
- 2012: „Mensch, Kind!“, Kursproduktion, junges theater basel
- 2012: Alice oder Nichts, Schultheater-Produktion, Gymnasium Leonhard Basel
- 2013: Ein kleiner Ego-Trip, Kursproduktion, junges theater basel
- 2014: Kritische Masse, eine Stückentwicklung der Aktionist*innen - der Jugendclub am Maxim Gorki Theater Berlin
- 2015: Gender & Ich, eine Gorki-X Produktion
- 2015: Puls, eine Stückentwicklung der Aktionist*innen - der Jugendclub am Maxim Gorki Theater Berlin
- 2015: Fallstudien eine Gorki-X Produktion mit 100 Schüler*innen, Maxim Gorki Theater Berlin
- 2016: Bonding - eine Zwangsgemeinschaft, eine Stückentwicklung der Aktionist*innen - der Jugendclub am Maxim Gorki Theater Berlin
- 2020: Club 3 am Schauspielhaus Zürich
- 2021: High on Hope, eine Stückentwicklung mit Club 4, Schauspielhaus Zürich